# Pigiopsis scotoides
Pigiopsis scotoides là một loài bướm đêm trong họ Geometridae.